# 真理明美
真理 明美（まり あけみ、1941年〈昭和16年〉5月4日 - 2017年〈平成29年〉8月8日）は、日本の女優。本名は、須川 久美子 （旧姓：及川 ）。岩手県盛岡市出身。夫は映画監督の須川栄三（1998年死別）。

## 人物
岩手県立花巻南高等学校卒業後、デパートガールを経て、松竹『モンローのような女』のヒロインに募集し金的を射止め、1963年に松竹入社。同作で主演デビューする。松竹は映画のタイトルに合わせ、芸名を真理明美とし、渡米させてマリリン・モンローの墓に詣でさせるなど鳴物入りの宣伝をしたが空振りに終わり、期待が大きかっただけにその反動で熱が冷めるのも早く、以降の作品は顔見せ程度の出演になった。当時の松竹は"女性路線"を標榜し、新人女優を次々売り出したが、見切りも早かった。黒澤プロダクションの助監督だった松江陽一との3年越しの恋にも破れ、1966年秋にひっそり盛岡に帰郷した。1968年以後は活動の拠点を映画からテレビへと移す。1969年より始まったドラマ『プレイガール』で人気が出た。自身の作詞によるレコードも出している。しかし、撮影の多忙さと主婦業の仕事のため腎臓を患い番組を降板する。回復後も時々『プレイガール』に出演している。
1969年、須川栄三と結婚。
『日本人のへそ』（1977年、ATG）ではスタッフとしてのクレジットがある。
2000年、黒木和雄監督の映画『スリ』に久々に出演した。
2017年8月8日午前10時50分、肝細胞がんのため東京都世田谷区の自宅で死去。76歳没。葬儀は近親者で営んだ。

## 音楽

### シングル
| 発売日     | 面  | タイトル     | 作詞家     | 作曲家 | 編曲家     | レコード会社 | 番号   |
| ---------- | --- | ------------ | ---------- | ------ | ---------- | ------------ | ------ |
| 1968年10月 | A面 | 忘れたいの   | 及川久美子 | 鈴木淳 | 森岡賢一郎 | テイチク     | SN-701 |
| 1968年10月 | B面 | タバコの匂い | 有馬三恵子 | 鈴木淳 | 森岡賢一郎 | テイチク     | SN-701 |

- A面曲である『忘れたいの』は、本名である及川久美子名義で本人が作詞している。

### 作詞
- 「愛が見えますか」（テレビドラマ「愛が見えますか…」主題歌、作曲：大野雄二、歌：真木悠子）※未商品化

## 出演作品

### 映画
- モンローのような女（1964年）
- 太陽を抱く女（1964年）
- 孤独（1964年）
- 明日の夢があふれてる（1964年）
- 青雲やくざ（1965年）
- 求婚旅行（1965年）
- 大悪党作戦（1966年）
- 男の顔は履歴書（1966年）
- 網走番外地・悪への挑戦（1967年）
- 錆びたペンダント（1967年）
- 黄金の野郎ども（1967年）
- 忍びの卍（1968年）
- 夜の手配師（1968年）
- 野獣死すべし・復讐のメカニック（1974年）
- チーちゃんごめんね（1984年）
- スリ（2000年）　-　＊キネマ旬報ベストテン第7位

### テレビドラマ
- 記念樹（1966年、TBS）
- 風 第13話「絵姿五人小町」（1967年、TBS）
- ザ・ガードマン 第119話「すすり泣く美女」（1967年、TBS）
- キイハンター 第4話「顔のない男」（1968年、TBS）
- プロファイター 第1話「素顔の美しい女」（1969年、NTV）
- プレイガール（1969年～1970年、1972年、12ch） - 星 明美 役
- ゼロの焦点（1976年、NTV） - 室田佐知子 役
- 銀河テレビ小説 上野駅周辺（1978年、NHK） - 佐竹京子 役
- 西部警察 第57話「挑戦」（1980年、ANB / 石原プロ） - 酒井夫人 役
- 江戸を斬るVI 第1話「捕物小町初手柄」（1981年、TBS）
- 土曜ワイド劇場「幻の女 離婚殺人の罠」（1981年、ANB）
- Gメン'75 （TBS）
  - 第280話「パリから来た車椅子の女刑事」（1980年）−光代
  - 第337話「荒れる中学生終電車殺人事件」（1981年）−里見おさむの母親
- 走れ!熱血刑事 第18話（1981年、ANB） - 沢木としこ 役
- 木曜ゴールデンドラマ「ガラスの階段」（1983年、YTV）
- ザ・サスペンス（TBS）
  - 「年一回の訪問者・殺しを見た女」（1983年）
  - 「縄の証言」（1984年）
- 事件記者チャボ! 第15話「やったぜ! チャボの名探偵…」（1984年、NTV） - 順子 役

### 吹き替え
- 007 ゴールドフィンガー（ティリー・マスターソン（タニア・マレット）） ※NET版